# Це Джинсі
Це Джинсі (англ. This is Jinsy) — британський комедійний серіал, створений Крісом Браном та Джастіном Чуббом, вони й зіграли головні ролі. Події відбуваються на острові Джинсі, де арбітр Мейвен зі своїм помічником Спораллом намагаються тримати острів у гарному стані, за допомогою тесселяторів вони наглядають за усіма жителями. Арбітр — посада не з легких, Мейвену доведеться зіткнутися з великими неприємностями у своїй роботі, але його колега завжди йому допоможе. Пілотний епізод побачив світ 1 березня 2010 року на BBC Three. Перший сезон було показано на Sky Atlantic з 19 вересня 2011 року по 31 жовтня того ж року, другий сезон було замовлено та показано 8 січня 2014 року.

## У ролях
- Джастін Чубб — арбітр Мейвен
- Кріс Бран — Споралл Лерток
- Єліс Лоу[en] — Сюзан Нуп
- Джанін Дувіцкі[en] — міс Гоадіон
- Джефрі Мак-Гіверн[en] — Трінс
- Девід Теннант — містер Слейтман
- Гаррі Хілл[en] — Джун Болай(1 сезон)
- Грег Девіс[en] — Дженнитта Бишард(2 сезон)
- Дженніфер Сондерс[en] — «голос міс Розуму»

## Епізоди

### 1 сезон
- пілотна серія — «Смугастий Червоний Пес»(англ. «Bandy Dog Red»)
- 1 серія — «Весільна лотерея»(англ. «Wedding Lottery»)
- 2 серія — «Шафи»(англ. «Cupboards»)
- 3 серія — «Бородач»(англ. «Beardboy»)
- 4 серія — «Ол кажан»(англ. «Ool Bat»)
- 5 серія — «Іменний черв'як»(англ. «Nameworm»)
- 6 серія — «Вель»(англ. «Vel»)
- 7 серія — «Зуп»(англ. «Zoop»)
- 8 серія — «Келпман»(англ. «Kelpman»)

### 2 сезон
- 1 серія — «Розумне волосся»(англ. «Intelligent Hair»)
- 2 серія — «Бухоси!»(англ. «Acco!»)
- 3 серія — «Подвійна утка»(англ. «Double Duck»)
- 4 серія — «Ланцюжок Пенні»(англ. «Penny's Pendant»)
- 5 серія — «Ніченьки»(англ. «Nightly Bye»)
- 6 серія — «Строкатий Пом-Пон»(англ. «Speckled Pom Pom»)
- 7 серія — «Населення 791»(англ. «Population 791»)
- 8 серія — «Золотий воггл»(англ. «The Golden Woggle»)